# Латвия на зимних Олимпийских играх 2022
Латвия на Зимних Олимпийских играх 2022 года в Пекине была представлена в 11 видах спорта. В состав сборной входили 57 спортсменов. Знаменосцами сборной на церемонии открытия стали саночница Элиза Тирума и хоккеист Лаурис Дарзиньш. Латвийским спортсменам удалось завоевать одну олимпийскую медаль.

## Полный состав сборной
Горнолыжный спорт: Лиен Бондаре и Микс Звейниекс;
Биатлон: Байба Бендика;
Бобслей: Эмильс Ципулис, Оскарс Киберманис, Матисс Микниш, Эдгарс Немме и Давис Спрингис;
Лыжные гонки: Кития Аузиня, Байба Бендика, Патриция Эйдука, Саманта Крампе, Робертс Слотиньш, Раймо Вигантс, Эстере Вольфа;
Фигурное катание: Денис Васильев;
Хоккей с шайбой: Родриго Аболс, Томс Андерсонс, Увис Янис Балинскис, Оскарс Батна, Рихардс Букартс, Робертс Букартс, Оскарс Цибульскис, Лаурис Дарзиньш, Каспарс Даугавиньш, Андрис Джериньш, Мартиньш Дзиеркалс, Ральфс Фрейбергс, Кристерс Гудлевскис, Микс Индрашис, Янис Якс, Николай Елисеев, Янис Калниньш, Мартиньш Карсумс, Роналдс Кениньш, Ренарс Крастенбергс, Артурс Кулда, Робертс Мамчицс, Гинтс Мейя, Патрикс Озолс, Иварс Пунненовс, Наурис Сейейс, Денис Смирнов, Робертс Кристапс Зиле;
Санный спорт: Кендия Апарйоде, Кристерс Апарйодс, Гинтс Берзиньш, Мартиньш Ботс, Артурс Дарзниекс, Робертс Плуме, Андрис Шицс, Юрис Шицс, Элиза Тирума, Элина Иева Витола;
Лыжное двоеборье: Маркусс Виноградов;
Шорт-трек: Рейнис Берзиньш и Робертс Крузбергс;
Скелетон: Мартинс Дукурс, Томас Дукурс и Эндия Терауда;
Конькобежный спорт: Харальдс Силовс.

## Медали
Санный спорт. Смешанная эстафета. Команда Латвии (Кристерс Апарйодс, Мартиньш Ботс, Робертс Плуме и Элиза Тирума) — бронза. 10 февраля.